# Al Foster
Al Foster (Richmond, 18 de gener de 1943 — Nova York, 28 de maig de 2025) fou un bateria de jazz estatunidenc. Actiu des dels anys seixanta, destacà per la seva versatilitat en estils com el bebop, post-bop i la fusió. La seva habilitat per combinar el funk, el swing i els ritmes més tradicionals i improvisats li va conferir un estil propi. Va col·laborar amb Miles Davis entre 1972 i 1985, essent l’únic músic que tocà amb ell abans i després del seu retir. Amb la banda de Davis va enregistrar àlbums com On the Corner —on Davis li dedicà el tema «Mr. Foster»—, Big Fun, Dark Magus i Agharta. També treballà amb Blue Mitchell, Joe Henderson, Sonny Rollins i altres figures destacades del jazz, com ara, Ron Carter, McCoy Tyner i Horace Silver. Com a líder, enregistrà vuit àlbums i mantingué una formació estable des dels anys noranta. El 2003 va publicar Oh!, considerat el seu treball més destacat al capdavant d'una banda, amb la participació de John Scofield, Joe Lovano i Dave Holland.